# 汤姆·布伦南
托马斯·F·布伦南（英語：Thomas F. Brennan，1930年8月6日—1990年2月11日），美国NBA联盟前职业篮球运动员。